# عصفور ياغو
عصفور ياغو (الاسم العلمي: Passer iagoensis) (بالإنجليزية: Iago Sparrow)‏ هو نوع من الطيور يتبع جنس العصفور من فصيلة عصافير العالم القديم.